# 千葉県道90号木更津富津線

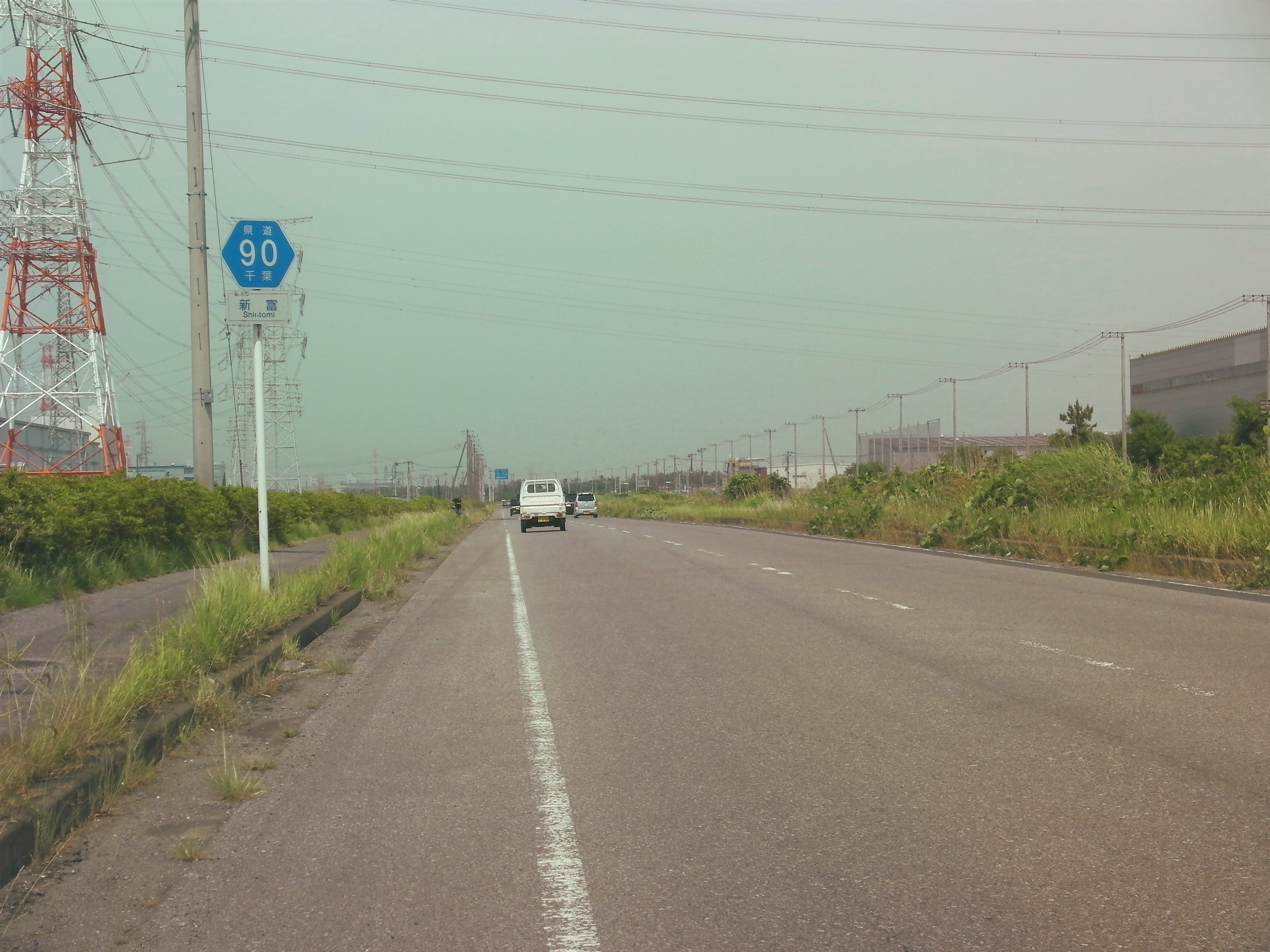
千葉県道90号木更津富津線（富津市新富にて、2017年6月）

千葉県道90号木更津富津線（ちばけんどう90ごう きさらづふっつせん）は、千葉県木更津市から富津市に至る県道（主要地方道）。東京湾岸道路の一部を構成している。

## 路線データ
- 起点：木更津市長須賀 16号長須賀交差点（国道16号・国道409号バイパス）
- 終点：富津市新井・富津 新井交差点（国道16号・国道465号）
- 総延長：16.080 km（君津土木事務所管内：16.080 km[1]）
- 重用延長：0.367 km（君津土木事務所管内：0.367 km）
- 実延長：15.713 km（君津土木事務所管内：15.713 km[1]）
- 認定年月日：1993年（平成5年）4月1日
- Google マップ

## 路線状況

### 重複区間
- 大和田交差点 - 信号交差点（君津）（国道16号）

### 道路施設
- 矢那川橋（矢那川、木更津市富士見 - 同市新田）北緯35度22分46.5秒 東経139度55分6.3秒
- 新開橋（桜井川、木更津市新田 - 同市潮見）北緯35度22分35.5秒 東経139度55分7秒
- 桜井橋（烏田川、木更津市潮見）北緯35度22分3.5秒 東経139度55分0秒
- 畑沢橋（畑沢川、木更津市畑沢 - 同市畑沢南）北緯35度20分57.2秒 東経139度53分50.6秒
- 君津大橋（小糸川、君津市人見 - 同市西君津）北緯35度20分45.2秒 東経139度51分37秒
- 新井橋（新富運河、富津市新富）北緯35度19分7秒 東経139度49分28.2秒

## 地理

### 通過する自治体
- 千葉県
  - 木更津市 - 君津市 - 富津市

### 交差する道路・鉄道路線

#### 千葉県木更津市
- 国道16号・国道409号バイパス（16号長須賀交差点）北緯35度23分12.7秒 東経139度56分28.8秒
- 千葉県道270号木更津袖ケ浦線（県道長須賀交差点）北緯35度23分11.8秒 東経139度56分22秒
- 久留里線（立体交差）北緯35度23分11.1秒 東経139度55分37.8秒
- 内房線（立体交差）北緯35度23分11秒 東経139度55分35.8秒
- 千葉県道87号袖ケ浦中島木更津線（信号交差点（新宿））北緯35度23分10.3秒 東経139度55分13.3秒
- 千葉県道245号木更津港線（信号交差点（富士見））北緯35度22分53.5秒 東経139度55分5.5秒
- 国道16号（潮見交差点）北緯35度22分12.2秒 東経139度55分1.6秒
- 館山自動車道（立体交差）（北緯35度21分6.5秒 東経139度54分14.8秒

#### 千葉県君津市
- 千葉県道159号君津大貫線（坂田交差点）北緯35度20分47.8秒 東経139度53分25.5秒
- 国道16号（大和田交差点）北緯35度20分35秒 東経139度52分34.5秒
- 国道16号（信号交差点（君津））北緯35度20分41秒 東経139度52分33秒

#### 千葉県富津市
- 国道16号・国道465号（新井交差点）北緯35度18分54.5秒 東経139度49分34秒

### 沿線
- イオン木更津店
- 木更津港
- 木更津市役所
- 木更津警察署
- 木更津市消防本部
- 日本製鉄東日本製鉄所君津地区
- 小糸川漁港